# 四川路桥 (上海)

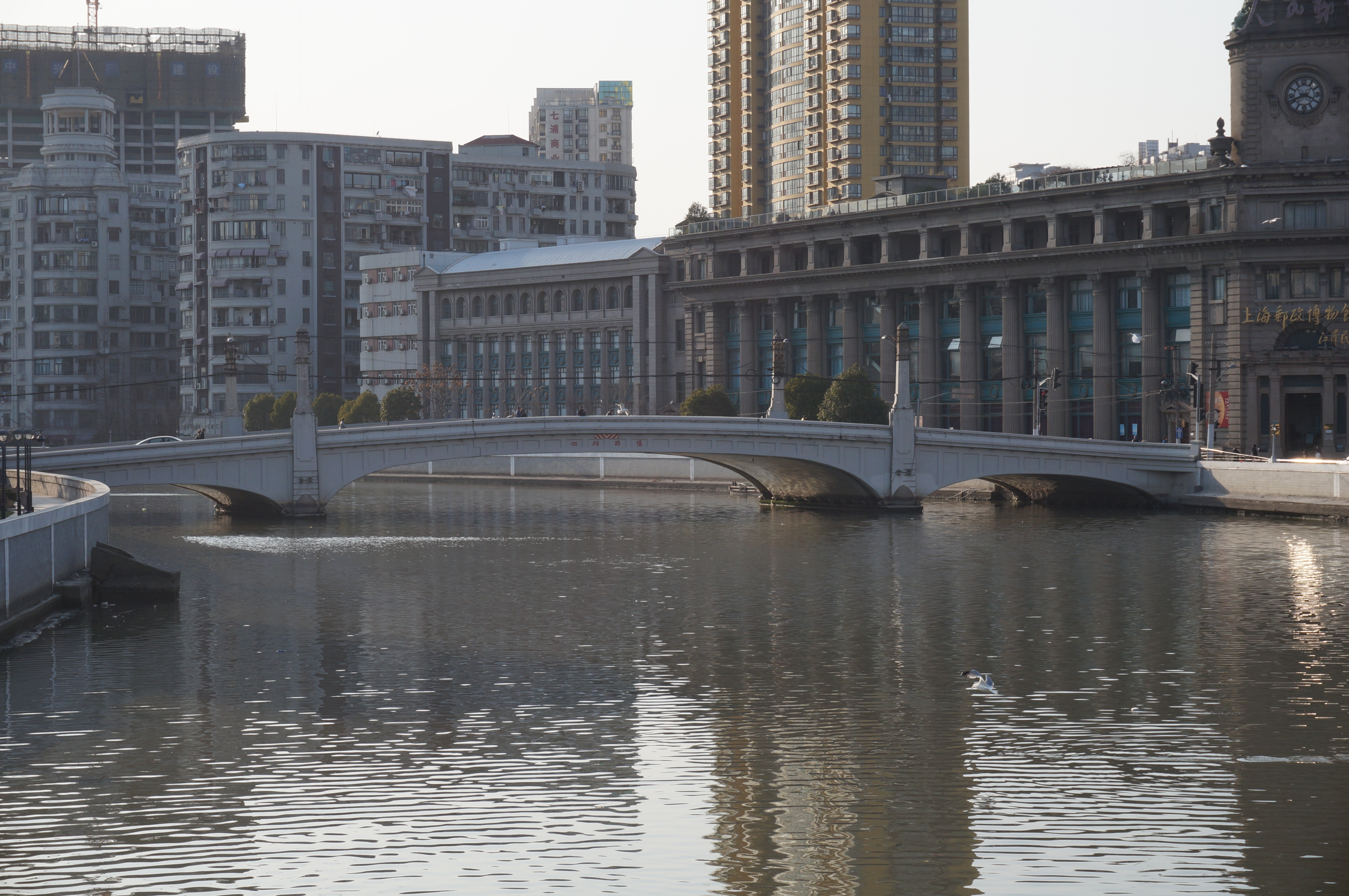
四川路桥现景

四川路桥，是吴淞江在上海市区段上的桥梁。桥北面为虹口区四川北路，桥南面为黄浦区四川中路，桥长70.97米，宽18.2米，为3孔钢筋混凝土单悬臂结构桥梁。

## 历史
四川路桥址处原为二坝郎渡口，清光绪四年（1878年），工部局在该渡口处建造宽3.66米的木桥一座，名里白渡桥、又名白大桥。清光绪九年（1883年），因桥陋毁损，工部局又在原址重建9.45米宽木质新桥。光绪十八年（1892年）又进行了两次修整。1922年，桥拆除重建，改建为钢筋混凝土桥梁，新桥于1923年建造完成，为通往虹口的主要通道。因桥北侧有建于1922年的上海邮政总局大楼，因此该桥又俗称邮政局桥。1943年，该桥被命名为四川路桥。